# 上越市立浦川原中学校
上越市立浦川原中学校（じょうえつしりつうらがわらちゅうがっこう）は、新潟県上越市浦川原区にある市立中学校。令和5年度に閉校。

## 概要
上越市浦川原区にある唯一の中学校である。通称は「浦中（うらちゅう）」。
国道253号から学校への道は、高低差が約20m、道路長が約100mのかなり急峻な坂道を登ることになる。この坂を車で通過する来校者や教職員に対して、登下校中の生徒は立ち止まってお辞儀をするので、「あいさつ坂」と呼ばれている。
また、冬季は特別豪雪地帯に指定されるほどの雪が降り積もる。大雪の日は、生徒の登下校はもちろん、教職員の通勤も困難を極める。

## 歴史
- 1947年5月1日：下保倉村立下保倉中学校として開校。
- 1955年4月1日
  - 隣接する下保倉村・安塚村の一部（中保倉、月影地区）が合併。浦川原村が設置され、以降の設置者は浦川原村となる。
  - 安塚村立安塚中学校の中保倉、月影分校の本校機能を継承。
- 1958年4月1日：校名変更、浦川原中学校。
- 1959年1月10日：浦川原村立下保倉小学校の校舎から独立、現在地に校舎を移転。移転に伴う工事中に縄文時代後期の土器、石器類が出土。
- 1959年4月7日：中保倉分校を廃止。
- 1959年12月22日：体育館を設置。
- 1966年3月26日：月影分校を廃止。
- 1966年11月20日：豪雪地帯、僻地の特性から冬季寄宿舎「銀杏寮」を設置。
- 1993年3月25日：体育館を建て替え。
- 1994年3月27日：校舎を建て替え。
- 1995年12月1日：グラウンド整備実施。
- 1997年11月2日：創立50周年、記念式典開催。
- 2001年3月31日：銀杏寮を廃止。
- 2005年1月1日：市町村合併。浦川原村の廃止に伴い、設置者および所在地が上越市となる。
- 令和5年度：閉校

## 教育方針

### 教育目標
- おおらかに、たくましく生きぬく生徒

### 重点目標
- 自ら学ぶ意欲を高め、確かな学力を育む授業の充実
- 豊かな心と主体的に生きる力を育てる特別活動･部活動の充実
- 将来の生き方を考えさせる体験活動の充実
- 地域とともに歩む学校の実現に向けた、家庭や地域との連携強化

## 学校行事
| - 4月 入学式 - 5月 宿泊体験（1年）、体育祭 - 6月 市合同各種大会 - 7月 地区各種大会 - 8月 夏休み | - 10月 音楽発表会 - 12月 立会演説会 - 1月 冬休み、書初め会 - 2月 スキー授業 - 3月 卒業式、修学旅行 |

## 生徒会活動
- 生徒会本部会
- 広報委員会
- 生活向上委員会
- 放送委員会
- 健康委員会
- 体育応援委員会
- 代議員会

## 部活動
- 運動系部活動
  - 女子バスケットボール部
  - 野球部
  - 剣道部
  - 陸上競技部
- 文化系部活動
  - 吹奏楽部
  - 文化部

## 通学区域
浦川原小学校の通学区域

### 進学前小学校
- 上越市立浦川原小学校

## 交通
- 北越急行ほくほく線うらがわら駅より徒歩15分
- 頸城バス浦川原バスターミナルより徒歩10分